# نظرية برتراند

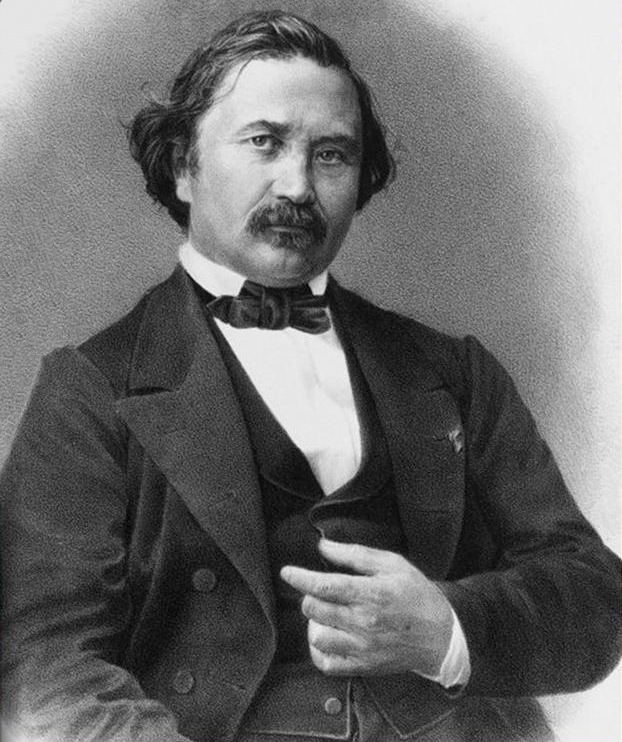
جوزيف برتراند

في الميكانيكا الكلاسيكية، نظرية برتراند تنص على أنه من بين كمونات القوة المركزية مع المدارات الملزمة، هناك نوعان فقط من كمونات القوة المركزية مع خاصية أن جميع المدارات الملزمة هي أيضا مدارات مغلقة: (1) التربيع العكسي لقوة مركزية مثل الجاذبية أو كمون كهروستاتيكي :
{\displaystyle V(\mathbf {r} )={\frac {-k}{r}},}
كمون  اشعاعي توافقي متذبذب :
{\displaystyle V(\mathbf {r} )={\frac {1}{2}}kr^{2}.}
تم اكتشاف نظرية من قبل عالم الرياضيات الفرنسي جوزيف لويس فرانسوا بيرتراند (1822-1900).